# کلاکماننشر
کلاکماننشر (به انگلیسی: Clackmannanshire) یک شهرستان در بریتانیا است که در اسکاتلند واقع شده‌است.
این شهرستان ۱۵۹ کیلومتر مربع مساحت و ۵۱٬۰۰۰ نفر جمعیت دارد.